# 金文
金文（きんぶん）とは、青銅器の表面に鋳込まれた、あるいは刻まれた文字のこと（「金」はこの場合青銅の意味）。中国の殷・周のものが有名。年代的には甲骨文字の後にあたる。考古学的には、「青銅器銘文」と称されることが多い。また鐘鼎文とも呼ばれる　
殷は青銅器文化が発達した時代であり、この文字を器の表面に鋳込む技術は現在でも解明されていない。
金文は『史記』のような後世になって書かれた資料とは違い、完全な同時代資料であるためこの時代を研究する上で貴重な資料となっている。金文は拓本や模写によって研究されてきた。
なお石などに刻まれた文章は石文と呼ばれ、一緒にして金石文と呼ばれる。またこれらを研究することを金石学という。

## 金文の分類
時代的に1．殷金文（B.C.1300頃～B.C.1070頃）、2．西周金文（B.C.1070頃～B.C.771年）、3．東周（または列国）金文（B.C.770年～B.C.222年）、4．秦漢金文（B.C.221年～A.D.219年）に分類される場合が多い。

### 殷金文（B.C.1300頃～B.C.1070頃）
青銅器の製造は、殷の成立以前の二里頭期より始まっているが、当初は金文を鋳込まなかった。19代盤庚が亳に遷都したとされる安陽期から、青銅器に金文が見られるようになった。
初期は「図象記号」「図象文字」「族記号」と呼ばれるマークのようなものが鋳造された。西周期までに1200種ほど確認される。文字として読み下すことが困難で、果たして何を表すものなのか解明されていない。「図象記号」＋「祖○」「父○」など、祭る対象者の名を組み合わせた銘文もある。
殷末期の帝乙・帝辛の時代に出現する「成文銘」は、長くても3，40字どまりであり、内容的にも雑多で､書風、書体的にも統一性に乏しい。

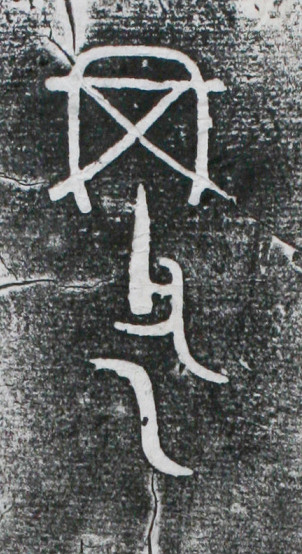
図象記号と「父乙」
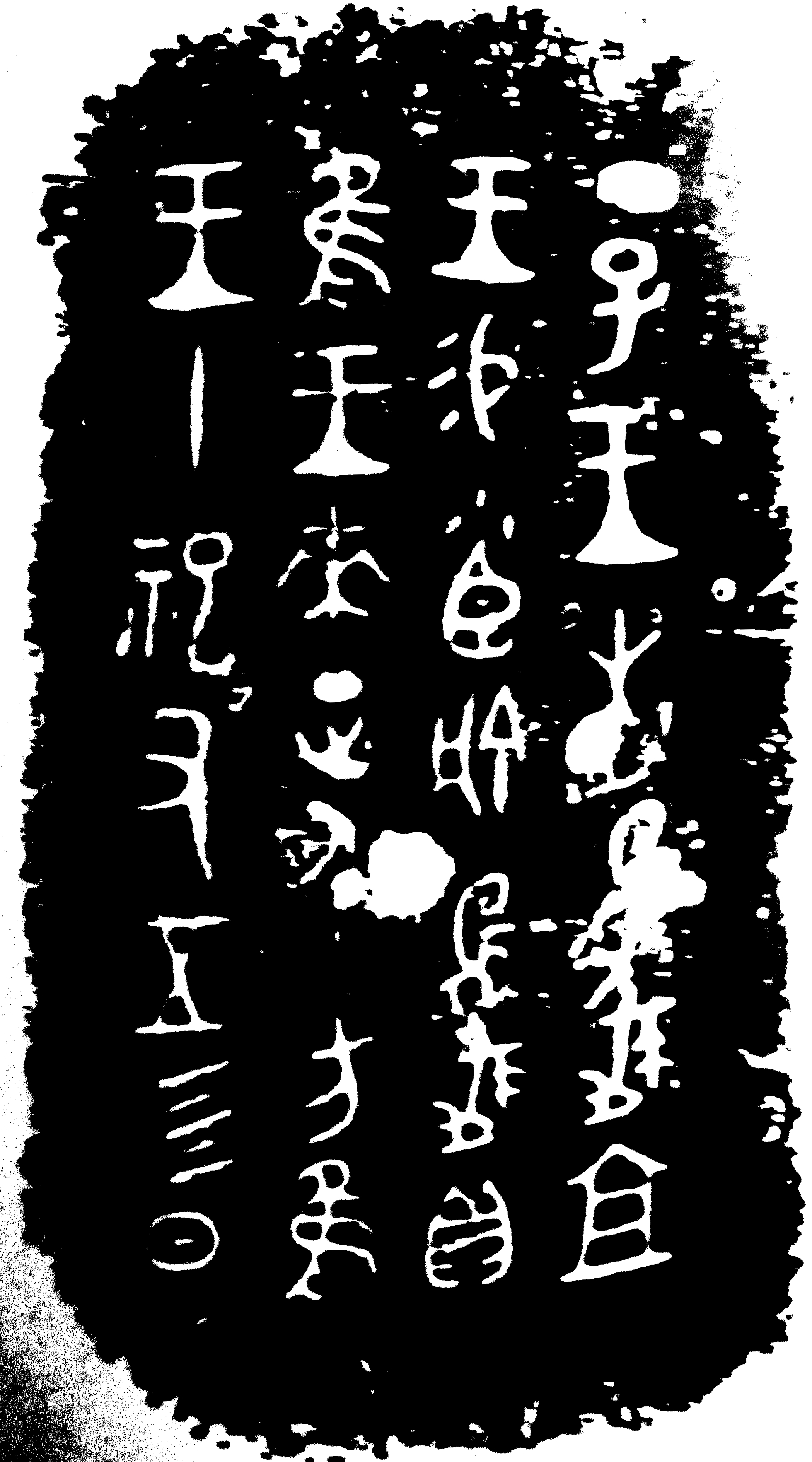
殷の成文銘

### 西周金文（B.C.1070頃～B.C.771年）
殷を滅ぼした周は、殷の文化技術を流用しつつも、さらに王と諸侯の関係をギブ・アンド・テイクによって結び付けようと試み、それが青銅器に鋳込まれる金文に如実に反映されている。帝乙・帝辛と諸侯の間に見られた「諸侯の成果を王が認め、褒美を与えたことによって、家宝の青銅器を作ることができた」という事実についての著述がさらに具体性を持ち長文化した。初期・前期の銘としては、武王の征服を記載した利簋の銘文、殷周革命に言及した大盂鼎の銘文がある。中には、諸侯同士の領地争いを解決した証文を記載した散氏盤の銘文もある。金文の成文は、これら王からの褒賞や領地範囲の明文化を通して、王の仲介があったことを物語るものとなっている。
殷の鋳造技術を引き継いだ当初の金文では、成文の書式や末尾の「図象記号」がそのまま流用され、工房の継続が見て取れる。一方で、文字を整える意識はさらに洗練され、描画的だった肉厚の点画も均一の太さを持つ線で書かれるようになり、文字の大きさも画数に関係なく一定の面積に収まるように、「大克鼎」の銘のように、文字を一字づつ枠線の中に収めるように製作されるようにもなっている。文章の長文化は、目下「毛公鼎」32行500字を最大とするところまで発達した。これは殷の金文・青銅器が素朴な祖先への祭祀道具にとどまっていたことに対し、周金文が土地争いの解決案や以後の政治方針を神前で表明するための宣誓記念物へと内容を大きく変えたことに起因するものといえると同時に、周の弱体化にともない、青銅器鋳造技術者が周王朝の工房を離れ、諸侯お抱えの技術者となって中国各地に散り散りになっていく前段階に達したことも表明するものである。

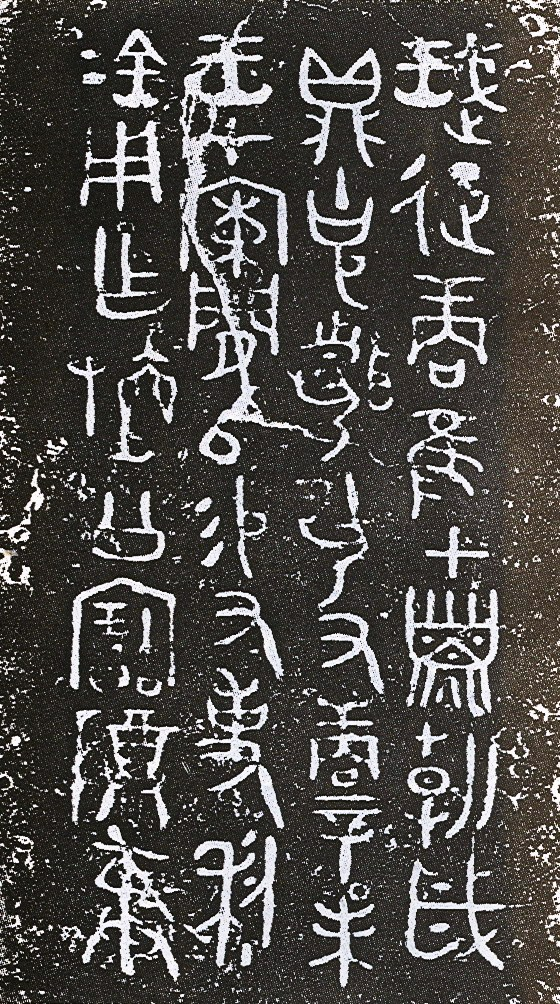
利簋の銘文
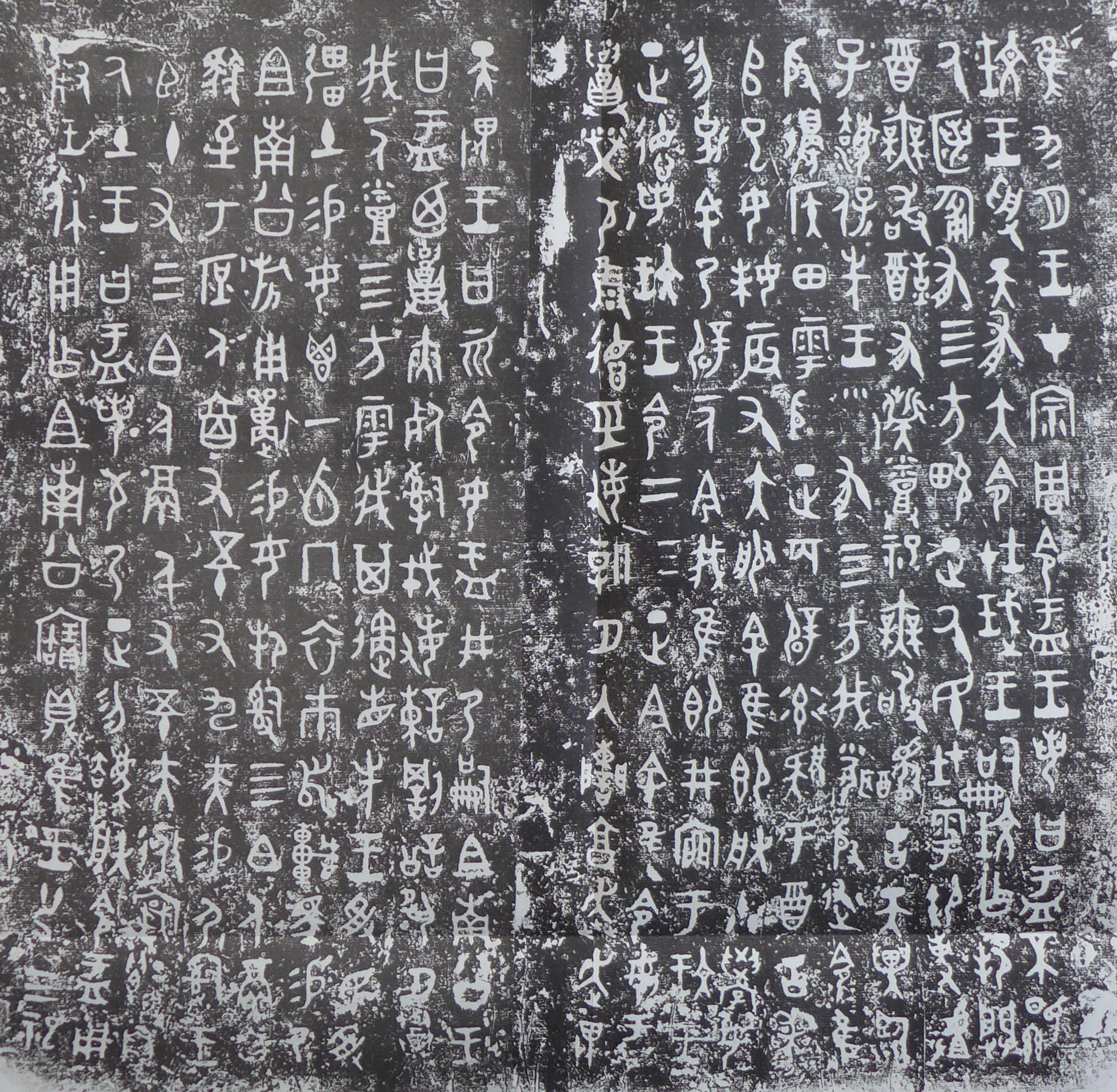
大盂鼎の銘文
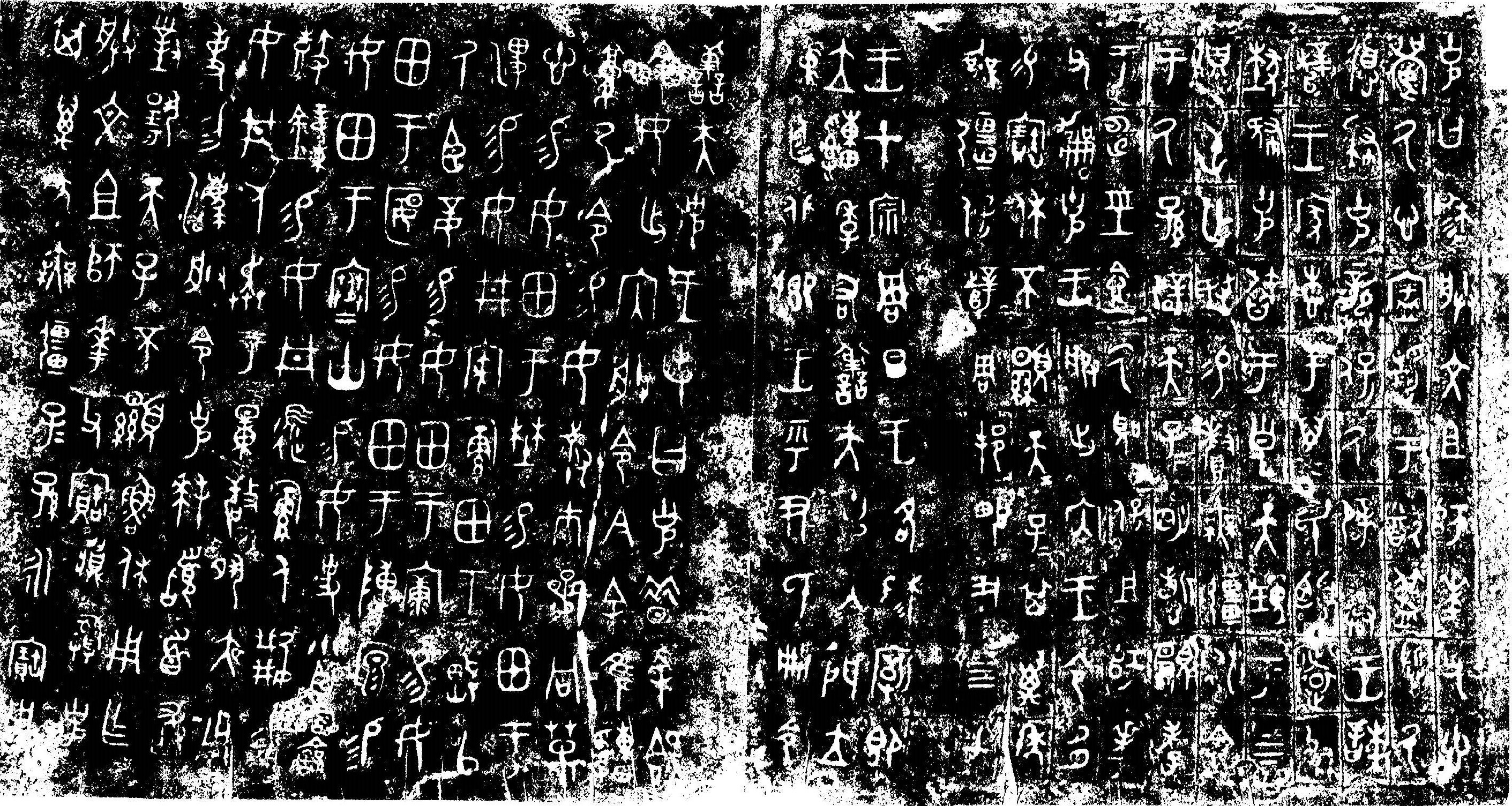
大克鼎の銘文
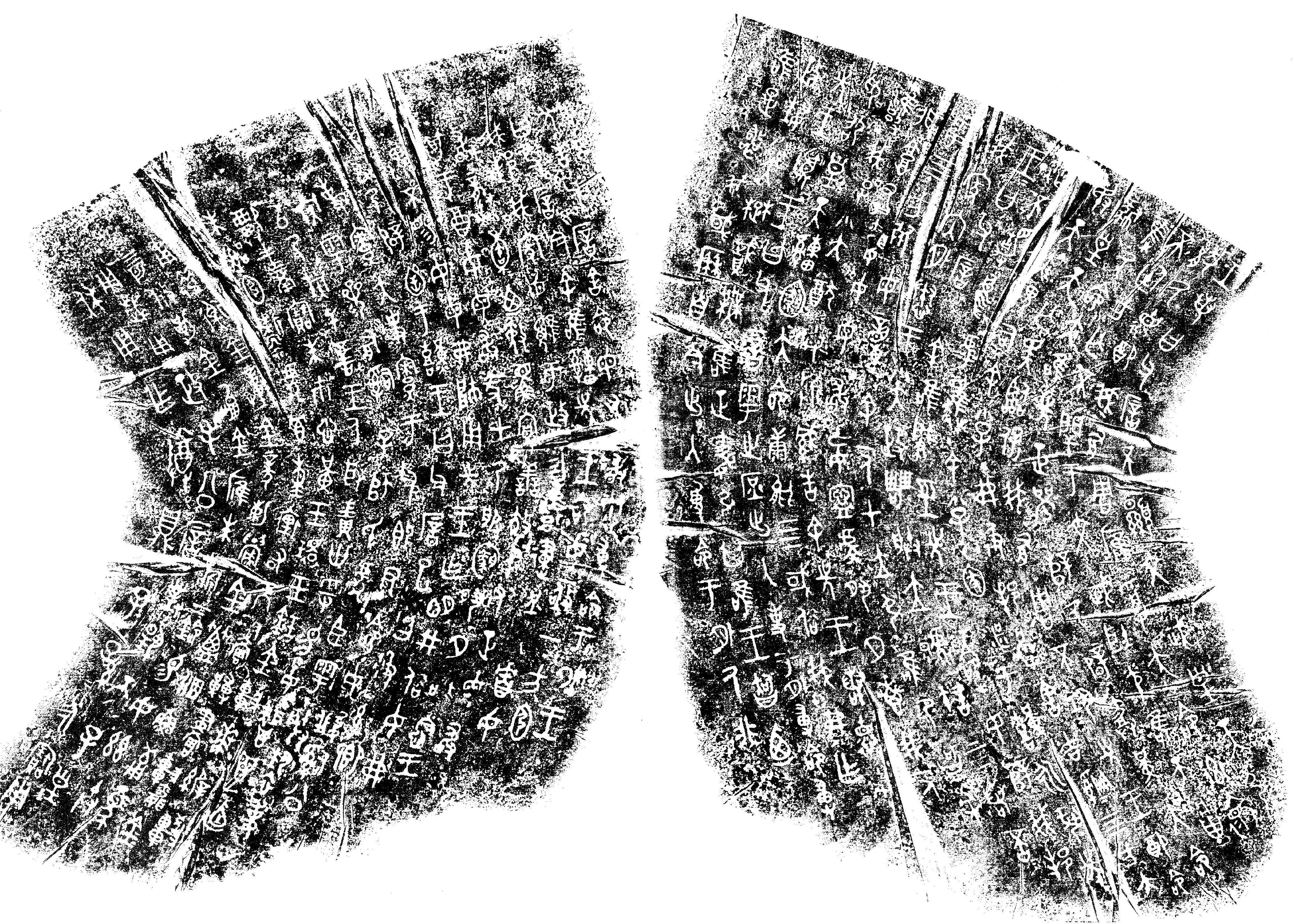
毛公鼎の銘文
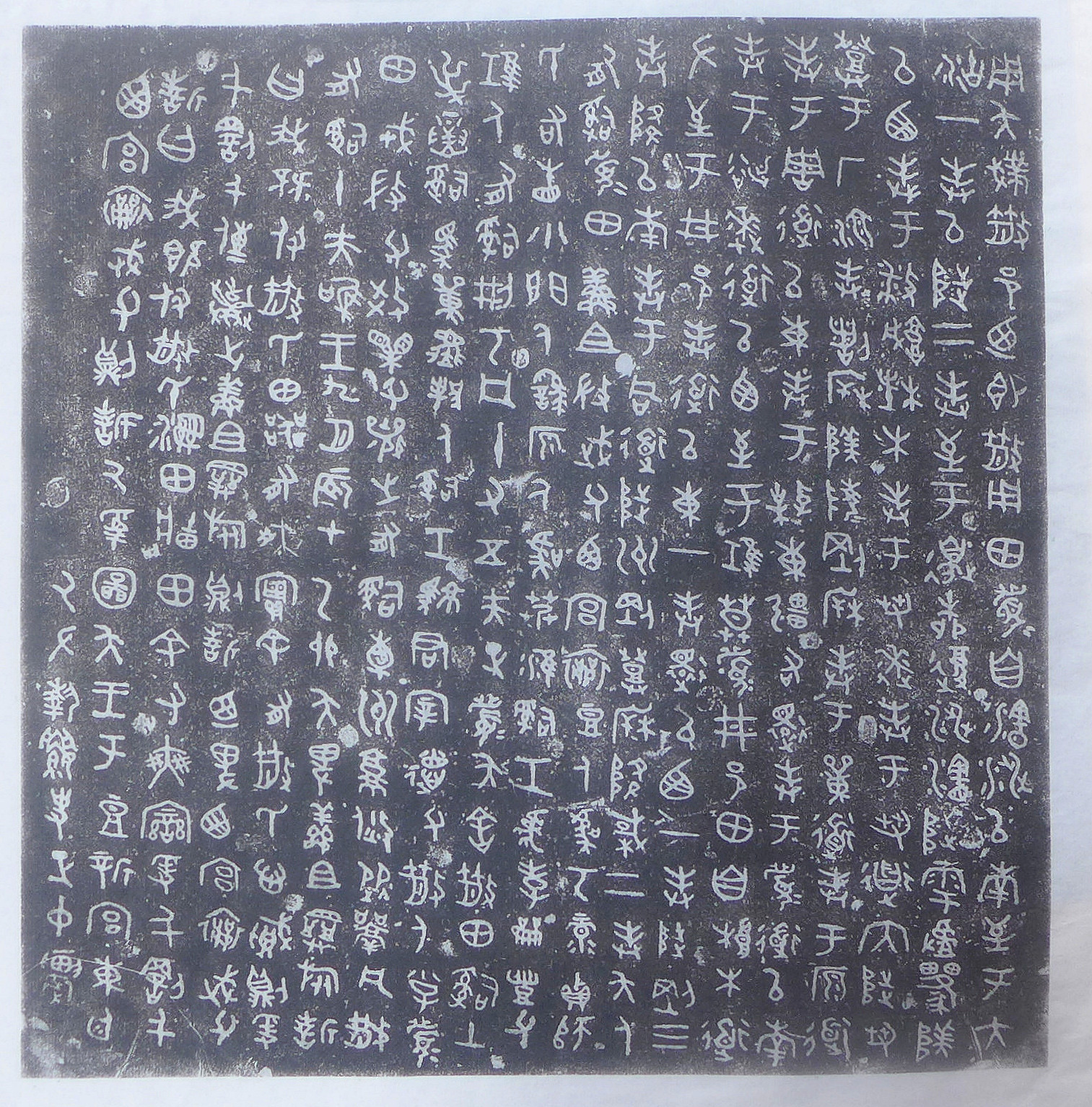
散氏盤の銘文

### 東周（または列国）金文（B.C.770年～B.C.222年）
周の東遷から始皇帝の統一まで、群雄割拠の春秋戦国時代となり、儒教や道教に代表される多種多様な倫理観が生まれ、鉄器の実用化に代表される工業技術の発展が見られた。戦乱の時代となったため、多数の銅剣・銅鉾など武器が鋳造されるようになるが、一方で祭祀用の青銅器も続けて鋳造されていくが、鐘などの楽器が急激に発達してくる。金文の変化としては、配下の将軍たちに対する戦功を記録する成文に変化してきたこと、国ごとに字義や字形が多様に変化してきたことが挙げられる。さらに、従来は不可能だった銘文の掘り込みが鉄器の開発によって可能となったことが挙げられる。これまで器の内側に鋳込まれていた金文が、外側に刻まれることが可能となった。
この技法の変化により、楚の金文のように筆記体にほぼ等しい銘が生まれたり、陳や中山で流行した「虫鳥体」と呼ばれる装飾性の高い細身の銘が生まれたりしている。また、鋳込みより簡単に銘が刻めることもあって、鐘に音階を刻んだものも出現してくる。

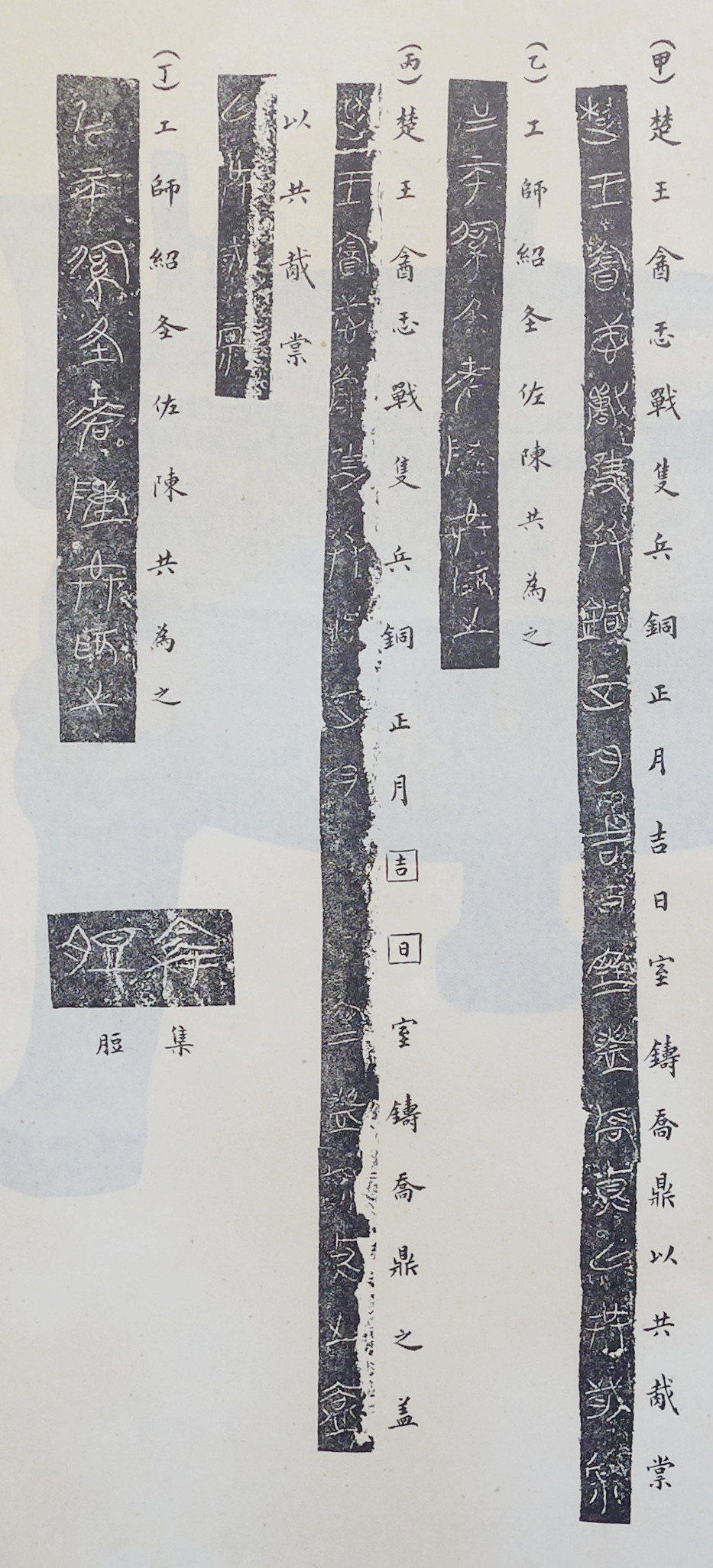
楚王　　鼎　銘文
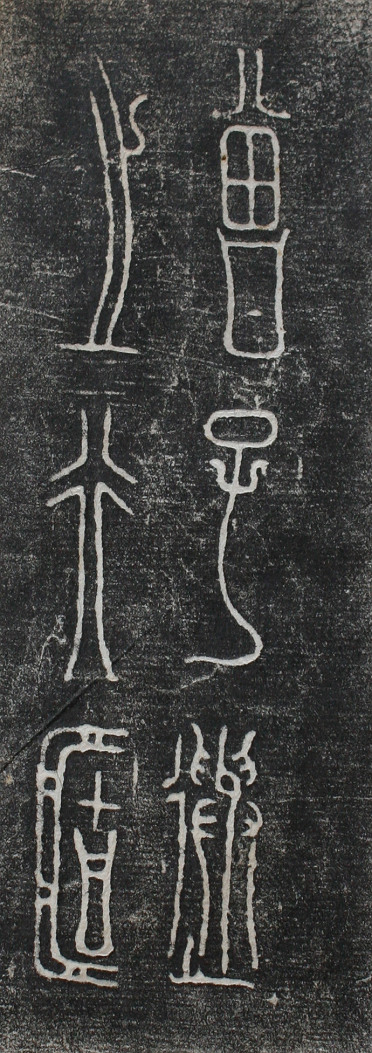
曾侯　銘文
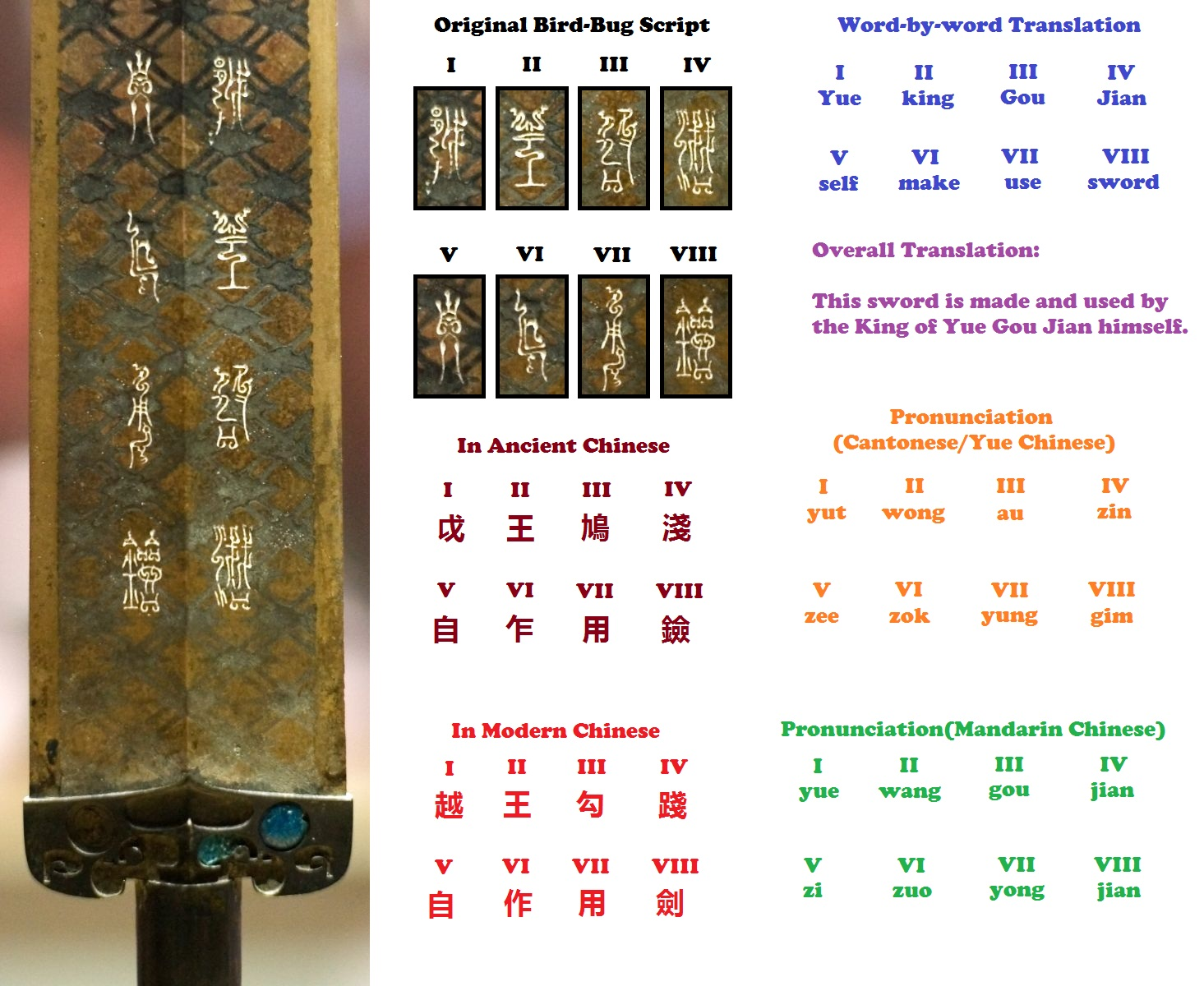
越王勾践剣

### 秦漢金文（B.C.221年～A.D.219年）
始皇帝の統一をもって列国の争乱は終わり、多種多様に発展した事柄を統合し規格化する段階になった。始皇帝は焚書坑儒を通して文字・言語の統一を図り、列国の多様な文字文化を廃止した。統一規格の文字を広めることも兼ねて、自らの武威を示すために泰山をはじめ各地に刻石碑を建立している。鉄器の質的向上により、これまで不可能だった石文の建立が可能になったことにより、秦以後の重要な文字資料は青銅器から石碑に移行していく。秦および漢では、青銅器はもっと身近なものに用いられた。始皇帝は度量衡の統一を図るため、統一規格となる分銅や升を大量に鋳造させた。分銅は「権」、升は「量」と呼ぶため、合わせて「権量銘」と呼びならわされている。
始皇帝が着手した貨幣統一の流れを漢も継承し、始皇帝が鋳造を命じた「半両銭」の鋳造は漢も続行した。武帝による「五銖銭」鋳造と私鋳銭排斥によって、秦漢の貨幣制度が軌道に乗り、それに鋳込まれた銘、実用的な灯器や香炉、洗（金だらい）などの銘が漢時代の金文の代表例となった。 また、銅鏡の銘文も漢代金文の大きな部分である。

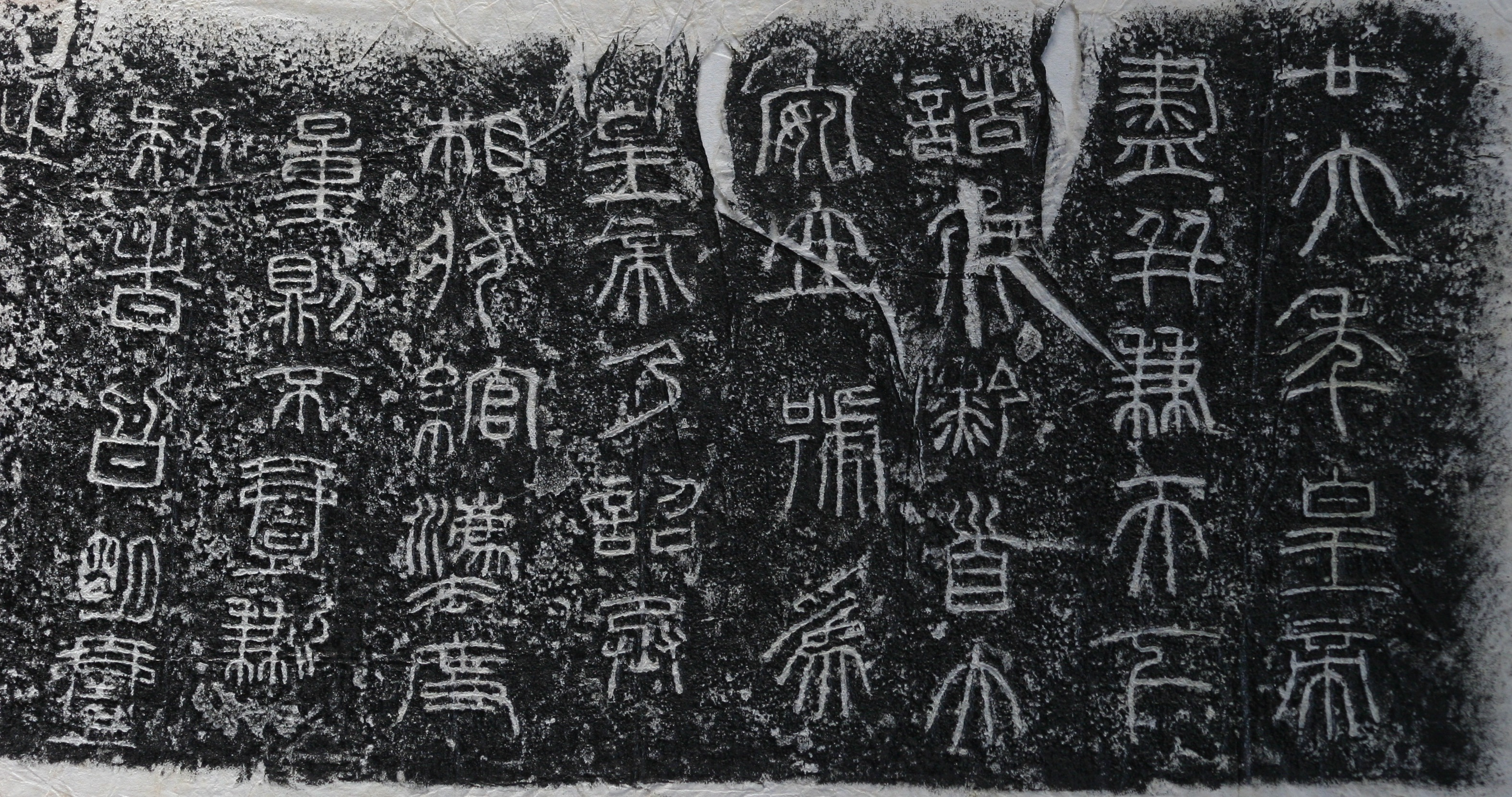
秦権　銘文
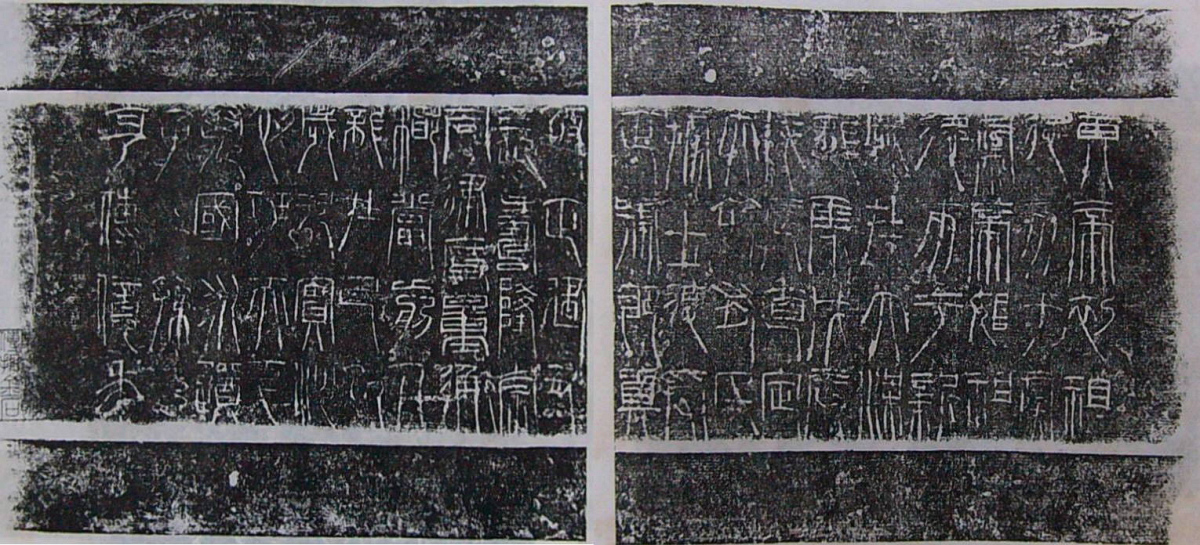
嘉量銘
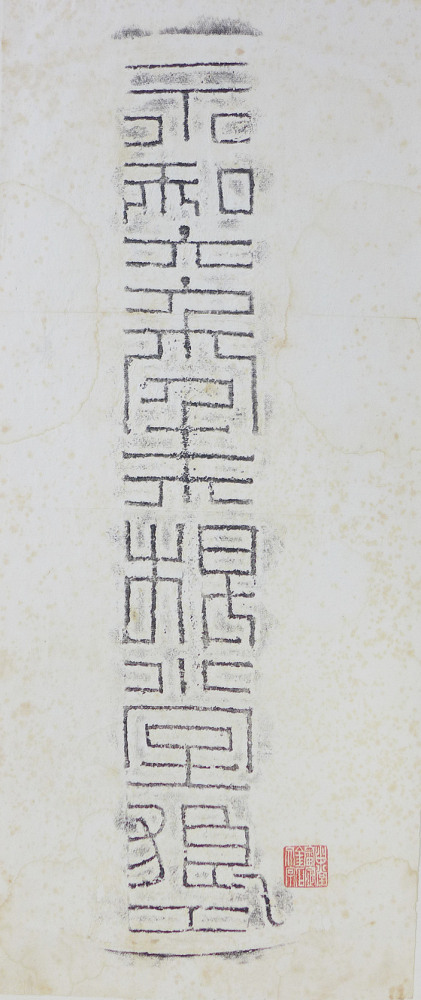
漢洗銘
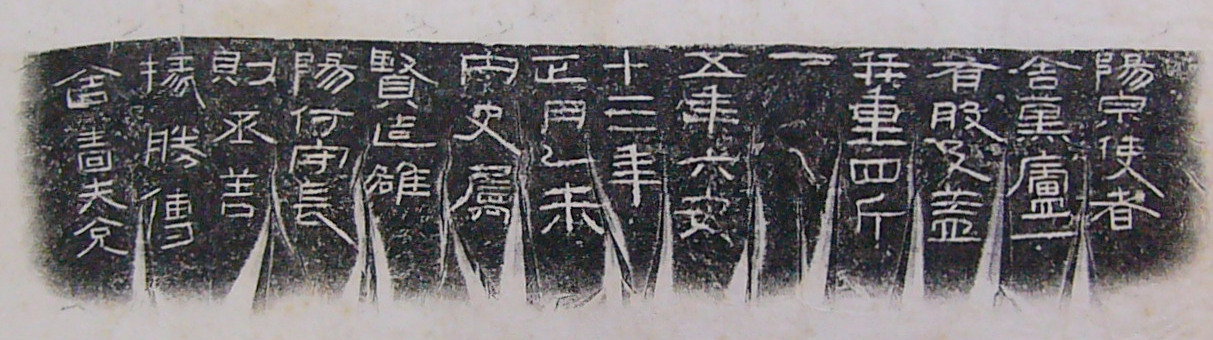
陽泉薫盧　銘文

## 金文銘鋳造技法の仮説[6]
殷周金文は青銅器の内側に鋳込まれているが、どのようにして鋳型に銘を刻むのかは明確になっていない。
青銅器の鋳造法そのものは、工房の発掘によって大量の鋳型が発見されたことから
1. 粘土で原寸大の模型を作る
2. 模型に粘土を被せて切り分け、これを外枠とする
3. 模型を削り、内型（内范　中子）とする
4. 内型（内范）に銘を入れる
5. 范を組み立て、外型（外范）と内型（内范、中子）の隙間に銅の破片をいくつか挟ませる
6. 溶かした銅を流し込む
7. 冷えたら范を割り、青銅器を取り出す

というプロセスは判明している。
しかし、内型（内范、中子)に銘を入れる工程は明らかになっていない。鋳込まれた銘は字画が窪んでおり、内型（内范、中子)に入れた段階では字画部分は盛り上がっている。この粘土を盛り上げる技法について、さまざまな仮説が立てられている。
- 泥状に溶いた粘土を塗り重ね、時間と手間をかけて盛り上げる

これは清の金石学の権威、阮元の仮説である。最近の実験の結果、小型の銘を再現することに成功してはいるが、議論が多い。
- 薄い粘土を内型（内范、中子)に貼り付け、余分な部分を削り取る

ただ、実際の器には欠き取り作業中に必ずできる刀傷がない。
- 別に粘土板で銘文用の型を作っておき、それを内型（内范、中子)を削って埋め込む[8]。

ただ、毛公鼎のように大きな曲面になった内面全面に入った銘文制作は困難である。
これに対して、20世紀末期に立てられた仮説では
- なめし革に銘を刻み、柔らかい粘土を塗った内型（内范、中子)に転写する

方法が提唱され、実験の結果、銘を再現することに成功している。ただしこれに対しても、物的証拠がないことから仮説の域を出ない。
また、木片やなめし革などのテンプレートを流用して、器の銘と蓋の銘を同時に作ることができるにもかかわらず、器と蓋の銘が完全に一致する青銅器は一つも発見されておらず、器の銘と蓋の銘が別々に作られていることから、その仮説を否定する意見もある。

## 金文の字例
- 一
- 二
- 六
- 七
- 八
- 九
- 十
- 千
- 萬
- 日
- 月
- 光
- 世
- 昔
- 今
- 天
- 山
- 川
- 雨
- 水
- 夏
- 冬
- 人
- 父
- 母
- 女
- 子
- 自
- 我
- 心
- 生
- 死
- 弔
- 目
- 見
- 立
- 舞
- 弓
- 矢
- 犬
- 馬
- 鹿
- 牛
- 魚
- 亀
- 虫
- 高
- 大
- 小
- 食
- 豆
- 皿
- 黄
- 黒
- 要
- 至
- 止
- 在
- 有
- 無
- 不